# 고료 준키
고료 준키(일본어: 五領 淳樹, 1989년 12월 13일 ~ )는 일본의 축구 선수이다.

## 구단 경력
그는 2012년부터 2024년까지 J리그의 로아소 구마모토, 가고시마 유나이티드 FC에서 활동하였다.